# 小暮蟬
小暮蟬（学名：Tanna viridis）为蟬科暮蟬屬下的一个种。其种加词“viridis”意为“绿色的”。
成蟲於每年4至10月出沒，常見於陰暗森林，具趨光性，分布於海拔500～2200公尺的山區，為臺灣特有種，舊名「小蜩」，體型比同屬較小，公蟬體長約29—33（1.1—1.3英寸），母蟬第8腹節無白粉覆蓋，體長約20—22（0.79—0.87英寸），但體態顏色變異大，不太一致。